# Yang Yi (traductrice)
Yang Jingru, née à Tianjin le 12 septembre 1919 et morte le 27 janvier 2023, connue sous le nom de Yang Yi (杨苡), et une poétesse, écrivaine et traductrice chinoise d'œuvres littéraires. Sa traduction de Wuthering Heights (Les Hauts de Hurlevent) sous le titre Huxiao Shanzhuang, est réimprimée plusieurs fois depuis 1980 et est considérée comme une traduction classique faisant autorité en Chine. Yang Yi noue une amitié pendant de nombreuses années avec le romancier chinois Ba Jin. Elle publie une compilation des lettres qu'il lui a adressées en 1987 puis, une nouvelle version en 2005. 
Elle écrit elle-même de la poésie, de la prose et de la littérature pour enfants.   

## Biographie

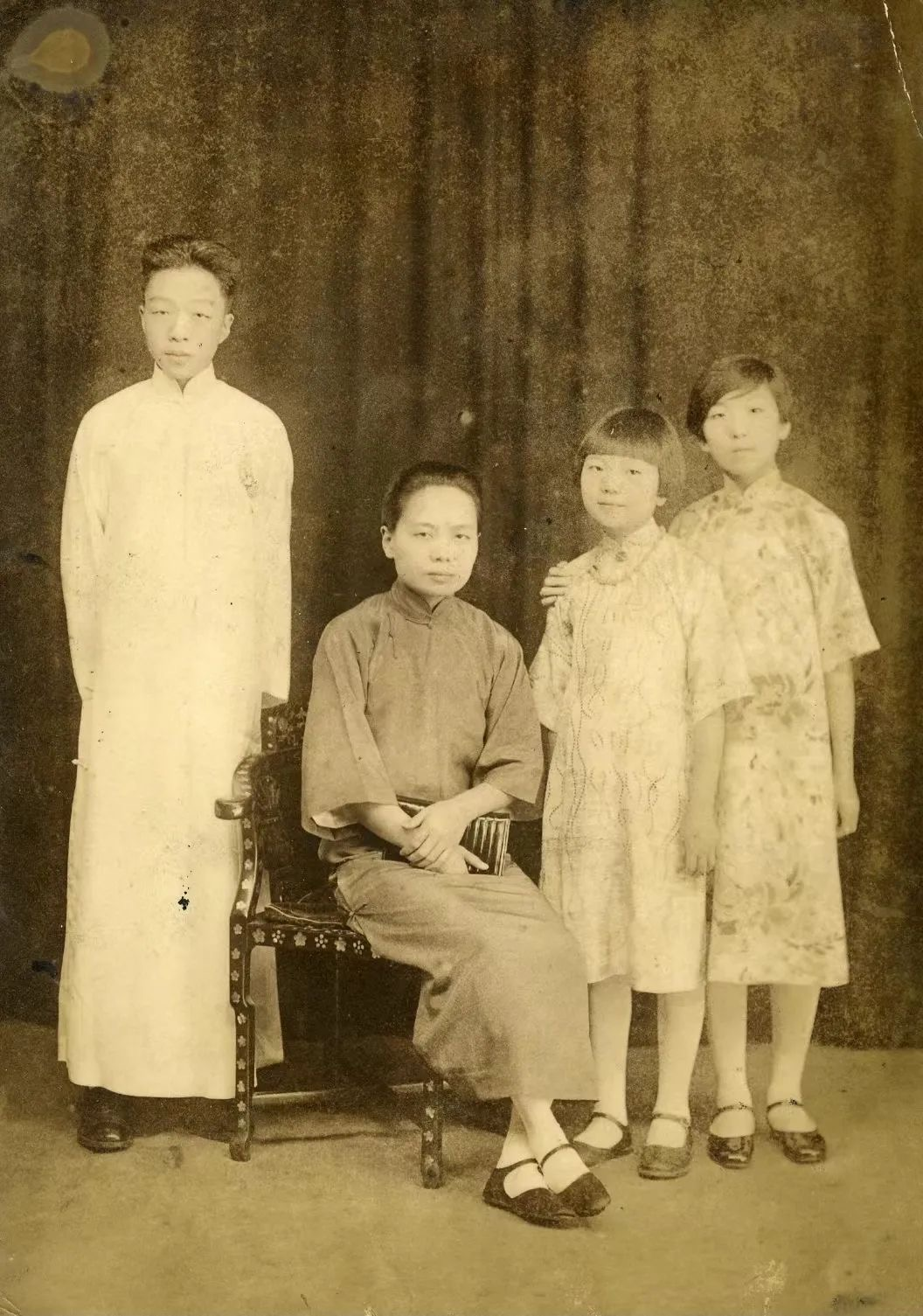
Yang Yi (deuxième à droite) avec son frère, sa mère et sa sœur (c. 1928)

Née à Tianjin le 12 septembre 1919, Yang Yi est la plus jeune enfant de Yang Yuzhang, un directeur de banque qui meurt deux mois après sa naissance. La mère de Yang Yi est sa deuxième épouse. Son frère, Yang Xianyi, est un traducteur littéraire de renommée internationale, tandis que sa sœur, Yang Minru, est professeure de littérature classique,. 
Dès l'âge de huit ans, Yang Yi fréquente une école religieuse destinée aux filles chinoises et occidentales et apprend l'anglais en regardant des films étrangers. Comme beaucoup d'adolescents et d'adolescentes, Yang Yi lit le roman Famille (en) de Ba Jin, un auteur très populaire auprès de la jeunesse. Déprimée par sa propre situation, qu'elle décrit comme une « cage dorée », Yang Yi écrit à Ba Jin pour lui parler de sa frustration. À sa grande surprise, celui-ci répond. Ils continuent à échanger des lettres pendant plus de soixante ans, liés par un amour partagé de la littérature,.  
Ba Jin lui assure que « l'avenir sera beau » et l'encourage à écrire. Yang Yi publie ses premiers poèmes en 1936. En 1937, elle obtient son diplôme d'études secondaires et est acceptée à l'université de Nankai mais sa vie change avec le déclenchement de la seconde guerre sino-japonaise. L'université de Nankai et d'autres collèges et universités sont déplacés vers le sud, et Yang Yi décide également de fuir Tianjin occupée par les Japonais. Elle passe par Hong Kong et Annam avec un de ses cousins, pour arriver finalement à Kunming,. 
À Kunming, Yang Yi entre à l'université nationale associée du Sud-Ouest, avec l'intention d'étudier la littérature chinoise. Sur les conseils de l'écrivain Shen Congwen, qui enseigne dans cette université, elle s'oriente plutôt vers l'anglais et se concentre sur la traduction littéraire dans le département des langues étrangères. Active dans la vie du campus, Yang Yi rejoint la société littéraire avec des poètes tels que Mu Dan (en), ainsi que son futur mari, Zhao Ruihong et contribue avec des poèmes aux magazines Songs of War (战歌) et Ta Kung Pao. Après deux ans, Yang Yi rejoint le département des langues étrangères de l'université de Chongqing. Au cours de ses années universitaires, Yang Yi étudie avec de nombreux spécialistes de la traduction tels que Chen Jia et Pan Jiaxun. 
À l'université, Yang Yi rencontre Zhao Ruihong qu'elle épouse le 13 août 1940, Zhao Ruihong est également traducteur et expert littéraire, connu pour sa traduction chinoise de Le Rouge et le Noir de Stendhal, et cofondateur de la Société chinoise de littérature comparée. L'un de leurs enfants est l'écrivain et peintre Zhao Heng.

## Carrière

### Traduction
Après la guerre, Yang Yi déménage à Nanjing. Elle est membre du comité de traduction de l'Institut national de compilation et de traduction de Nanjing, participant à la traduction d'ouvrages tels que L'histoire du déclin et de la chute de l'Empire romain et Les voyages de Marco Polo . 

#### Les Hauts de Hurlevent
Yang Yi découvre Wuthering Heights, Les Hauts de Hurlevent', lorsqu'elle est collégienne à Tianjin, avec une adaptation cinématographique hollywoodienne du roman. En 1944, elle trouve par hasard le livre dans la bibliothèque de l'université de Chongqing. Ba Jin soutient son ambition de retraduire Wuthering Heights et l'encourage à prendre son temps pour parvenir à une traduction soignée et respectueuse du sens de l'œuvre originale. Elle commence cette traduction en 1953. 
En octobre 1955, Shanghai Pingming, la maison d'édition fondée par Ba Jin à la fin des années 1940, publie la traduction de Wuthering Heights par Yang Yi, avec un premier tirage de 11 000 exemplaires. Il y a alors un nouvel intérêt pour le roman en Chine, suscité, en partie par les éloges que Karl Marx y voit de la critique de la société bourgeoise et capitaliste, et la traduction de Yang Yi est bien accueillie par les lecteurs. Les traductions précédentes du roman, y compris celles de Wu Guangjian, Liang Shiqiu et Luo Sai, utilisent chacune des titres différents en chinois. Yang Yi propose le titre Huxiao Shanzhuang (呼啸山庄, "villa de montagne qui siffle/crie"), pour suggérer l'environnement naturel et l'ambiance et il devient ensuite le titre faisant autorité pour le travail en Chine. Selon les critiques littéraires, la traduction de Yang Yi se caractérise par le soin et le respect avec lesquels elle décrit les personnages féminins, ainsi que ses efforts pour rester fidèle à l'œuvre originale, tout en choisissant soigneusement des mots accessibles aux lecteurs chinois. 
Wuthering Heights, comme de nombreuses autres œuvres littéraires, est interdit pendant la révolution culturelle Au cours de l'ère de la réforme post-Mao, la maison d'édition du peuple du Jiangsu commence à traduire et à publier des œuvres littéraires occidentales contemporaines et cherche un chef-d'œuvre étranger à ajouter à sa collection. Sur la recommandation du professeur de l'université d'Anhui, Wu Ningkun (en), la maison d'édition décide de rééditer Wuthering Heights. Vingt-cinq ans après sa première publication, Yang Yi révise sa traduction, adaptant une partie de la langue à la lumière du lectorat plus «diversifié» de la Chine contemporaine et se familiarise avec des problèmes tels que les polices de caractères et la mise en page afin de pouvoir intervenir lors de la préparation du livre en vue de sa publication. 
En juillet 1980, la maison d'édition populaire du Jiangsu réédite l'ouvrage avec une traduction mise à jour, avec un tirage initial de 350 000 exemplaires. Hunan Publishing House travaille aussi avec Yang Yi pour sur une édition abrégée dans le cadre d'un ensemble de classiques de la littérature mondiale. À partir de 1990, la traduction de Yang Yi de Wuthering Heights est publié par la maison d'édition Yilin sous forme d'éditions reliées, de poche et abrégées avec 26 impressions sur une période de dix ans.Au fil du temps, la traduction de Wuthering Heights par Yang Yi reste la traduction de référence en Chine, même si plus d'une centaine de traductions différentes coexistent pendant le "boom de la traduction" des années suivantes. Sa traduction remporte le premier prix de littérature Jinlig en 1986. La version publiée par Yilin Press remporte le 7e prix national d'excellence du best-seller. 
En 2019, à l'occasion du 100e anniversaire de la naissance de Yang Yi, Yilin Press publie une nouvelle édition de Wuthering Heights illustrée de douze gravures sur bois de Clare Leighton. Cette édition est la seule version chinoise du roman détenue dans la collection du Brontë Parsonage Museum. 

#### Autres traductions
Parmi les autres traductions de Yang Yi figurent la traduction chinoise de Songs of Innocence and of Experience de William Blake (天真与经验之歌), ainsi que Naked Came I (en) de David Weiss (en) (我赤裸裸地来：罗丹传), un roman biographique sur le sculpteur Auguste Rodin . 
Elle traduit également les versions anglaises d'œuvres de l'Union soviétique, dont The Russian Character (俄罗斯性格) d'Alexis Nikolaïevitch Tolstoï et un roman intitulé The Never-Setting Sun (永远不会落的太阳), qui ont tous deux fait l'objet de larges réimpressions en Chine. 
À la suite de la réédition de Wuthering Heights, Yang Yi travaille avec un groupe de jeunes traducteurs sur l'édition chinoise de Ten Novels and Their Authors de W. Somerset Maugham, et traduit le chapitre "Emily Brontë and, Wuthering Heights ".

### Enseignement
Après avoir obtenu son diplôme universitaire, Yang Yi enseigne l'anglais comme professeure de collège. En 1949, elle commence à enseigner le chinois. En 1956, elle est envoyée à l'université Karl Marx de Leipzig, en Allemagne de l'Est, où elle est chargée de cours à l'école des langues orientales pendant un an.
À partir de 1960, Yang Yi enseigne à l'université normale de Nanjing dans le département des langues étrangères. De 1966 à 1972, sa carrière d'enseignante est interrompue par la révolution culturelle, durant laquelle elle est soumise à la critique, à l'isolement et aux travaux forcés pour avoir traduit Wuthering Heights, et avoir « prêché la théorie de la réconciliation des classes et de l'extinction de la lutte des classes », « prôné la suprématie de l'amour », entre autres crimes. Son frère, le traducteur littéraire Yang Xianyi, et sa belle-sœur, Gladys Yang, ont tous deux été emprisonnés comme "ennemis de classe" pendant cette période. En 1972, Yang Yi est «libérée» et reprend son travail à l'université normale de Nanjing, enseignant la «lecture générale» avant d'être transférée au groupe de traduction de documents des Nations unies. En 1980, elle démissionne et se retire de l'université, plutôt que d'attendre une promotion au poste de professeure. 

### Écriture et édition
Yang Yi écrit elle-même de nombreuses œuvres traduites en plusieurs langues et publiées à l'étranger. Elle participe au développement de la littérature chinoise contemporaine.

#### Littérature de jeunesse
Après son retour d'Allemagne de l'Est, Yang Yi devient rédactrice spéciale au mensuel littéraire Yuhua et commence à écrire de la poésie pour enfants. Pendant les années de la campagne anti-droitiste, ses œuvres pour enfants, dont L'histoire des problèmes et L'histoire du cinéma, sont fortement critiqués par les membres du parti du Jiangsu pour être « réactionnaires », malgré les éloges de la critique dans d'autres régions du pays, comme Pékin et Shanghai. Néanmoins, en 1958, le poème de Yang Yi Pékin-Moscou est publié dans l' Anthologie de la littérature pour enfants par la maison d'édition de la littérature populaire, et en 1959, son poème Faites vos propres choses par vous-même (自己的事自己做) remporte le Prix de la littérature jeunesse exceptionnelle à l'occasion du dixième anniversaire de la fondation de la république populaire de Chine. 

#### Œuvres en relation avec Ba Jin
À partir de 1935, Yang Yi échange des lettres avec l'écrivain Ba Jin pendant 69 ans. Au fil des ans, de nombreuses lettres de Ba Jin sont perdues ou détruites : en 1938, lorsque les forces japonaises entrent dans la concession française de Tianjin, la mère de Yang Yi brûle plus d'une douzaine de ses lettres, d'autres sont perdues alors que Yang Yi se rend à Kunming et Chongqing. Pendant la révolution culturelle, elle détruit elle-même à contrecœur des lettres qui pourraient porter préjudice à Ba Jin, comme une lettre du début des années 1960 dans laquelle il décrit l'environnement de "critique" émergeant en Chine, et elle donne 23 de ses lettres à des amis qu'ils les mettent en lieu sûr.
À la suite d'une confrontation avec des gardes rouges qui l'ont giflée pour ne pas avoir coopéré, Yang Yi remet 23 lettres de Ba Jin à un groupe de travail, les avertissant qu'ils seraient tenus responsables à l'avenir si l'une des lettres disparaissait. Lorsqu'elle est finalement « blanchie » en 1972, toutes les lettres lui sont rendues. 
En 1981, elle écrit An Interview with Ba Jin, qui est publié par Panda Books dans un volume édité présentant ses œuvres aux lecteurs occidentaux.   
En 1987, Yang Yi compile 60 des lettres de Ba Jin restant en sa possessions dans un volume intitulé The Collection of the Mud in Snow (雪泥集). Elle annote les lettres et écrit un post-scriptum pour le livre, qui est publié par Sanlian Press.  
Le livre rencontre un grand succès et, vingt ans plus tard il est épuisé. Après la mort de Ba Jin en 2005, Yang Yi publie une édition révisée et complétée de cinq lettres supplémentaires. 

#### Œuvres des dernières années
Une fois qu'elle prend sa retraite de l'enseignement, Yang Yi consacre davantage de temps à écrire des pièces plus courtes telles que des essais et des romans. En 1986, son article Dreaming of Xiaoshan, dans lequel elle se souvient de sa camarade de classe et amie, épouse de Ba Jin, reçoit le prix du choix des lecteurs du People's Literature Magazine. Parmi ses autres œuvres en prose, Three Mountains remporte la deuxième place au premier concours national de microfiction, et Moonlight Like a Dream, de classe deuxième à la Jinling Mingyue Prose Competition. 
Après la mort de son frère, Yang Xianyi, en 2009, Yang Yi compile et édite un volume de plus de 100 de leurs poèmes préférés qu'ils ont traduits ensemble. Titré Brother-Sister Translated Poems (兄妹译诗) ou Translated Poems by Yang Xianyi et Yang Yi, il est publié d'abord en 2012 puis en 2022 par Chinese Translation Publishing House. La plupart des poèmes sont traduits de l'anglais et incluent des classiques modernes tels que Loveliest of Trees (en) d'AE Housman, " The Hollow Men" de TS Eliot et "Solomon and the Witch" de WB Yeats. L'édition 2022 comprend un poème supplémentaire, précédemment éliminé en raison de sa longueur - " Le prisonnier de Chillon " de Lord Byron - traduit par Yang Yi. 

## Distinctions
En 2019, Yang Yi obtient une récompense pour l'accomplissement d'une vie, Lifetime Achievement Award des Nanjing Literature and Art Awards.   
Une autobiographie orale de la vie de Yang Yi, One Hundred Years, Many People, Many Things, compilée et éditée par Yu Bin, professeur à l'université de Nanjing, est publiée en 2022. 

## Mort
Elle meurt le 27 janvier 2023 à 103 ans.

## Publications
- The Yang Yi Translations (3 vol.), Vilin Press, 2000  (ISBN 978-7805674070)
- The Collection of the Mud in Snow - All the Remaining Letters Written by Ba Jin to Yang Yi, Shanghai Yuandong Press, 2009  (ISBN 9787807068662)